# Silvio Mirarchi
Silvio Mirarchi (Catanzaro, 5 maggio 1963 – Palermo, 1º giugno 2016) è stato un militare italiano, Maresciallo Capo dell'Arma dei Carabinieri, insignito di Medaglia d'oro al valor civile alla memoria.
È stato ferito in servizio a Marsala (dove era vicecomandante della stazione carabinieri del distaccamento di Ciavolo), da un colpo di pistola sparato da Nicolò Girgenti, durante un appostamento nei pressi di una serra illegale adibita alla coltivazione di cannabis, morendo il giorno dopo a Palermo per farsi curare.

## Riconoscimenti
- Alla sua memoria è stata intitolata la principale caserma dei carabinieri di Marsala (Villa Araba) sede del comando di compagnia[2].
- Nel 2022 è stato intitolato un parco giochi a Marsala(TP) in sua memoria.[3]